# Igreja de Nossa Senhora (Dresden)

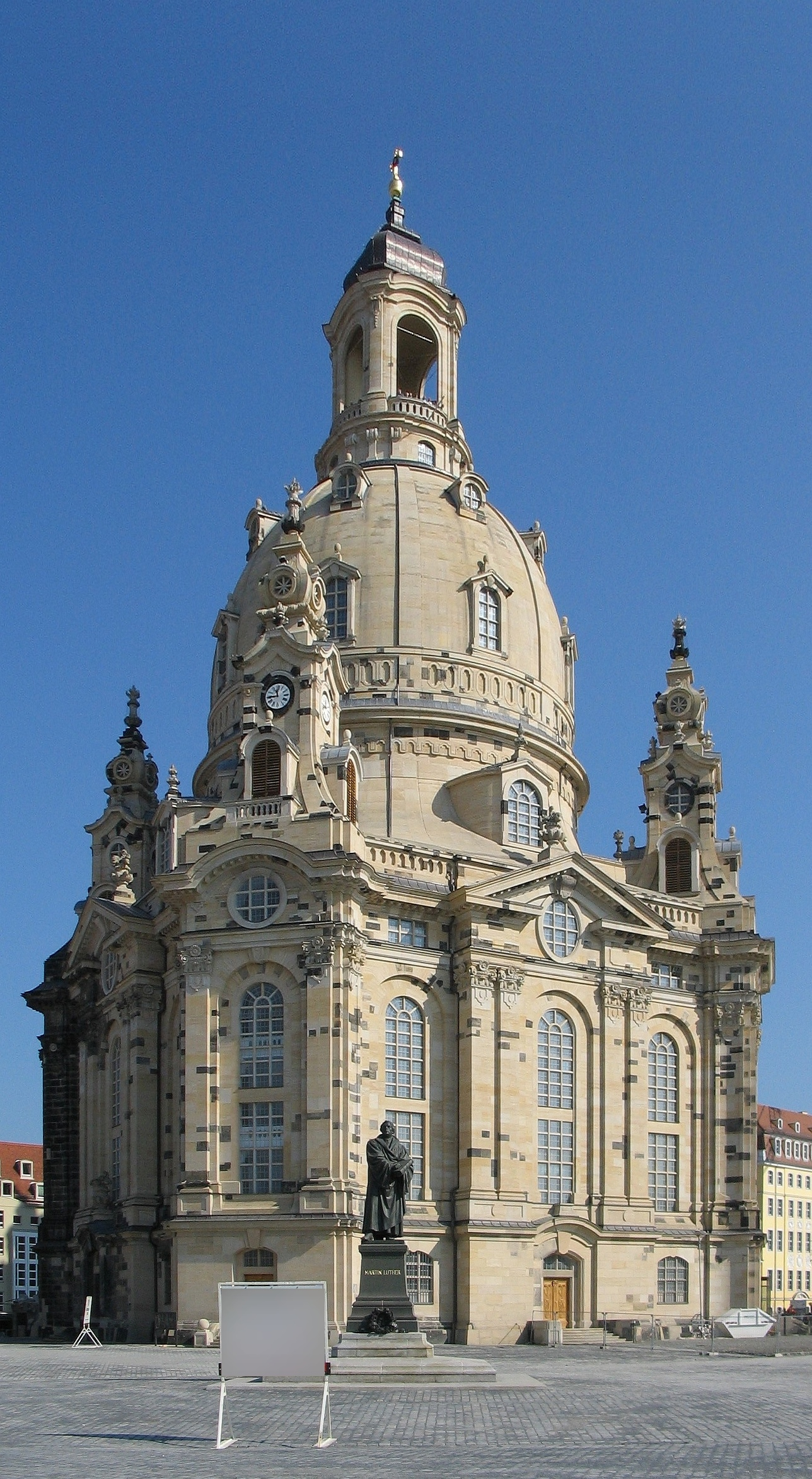
Frauenkirche em 2005

A Igreja de Nossa Senhora (em alemão:  Frauenkirche) é uma igreja luterana em Dresden, na Alemanha. Muitas outras igrejas na Europa, tanto católicas quanto protestantes, também possuem o nome de Frauenkirche.
A igreja Frauenkirche foi destruída por bombardeios aliados durante a Segunda Guerra Mundial e reconstruída como um símbolo da reconciliação entre os inimigos de guerra. A reconstrução de seu exterior foi completada em agosto de 2004 e o interior em 2005, após 13 anos de trabalhos.

## História

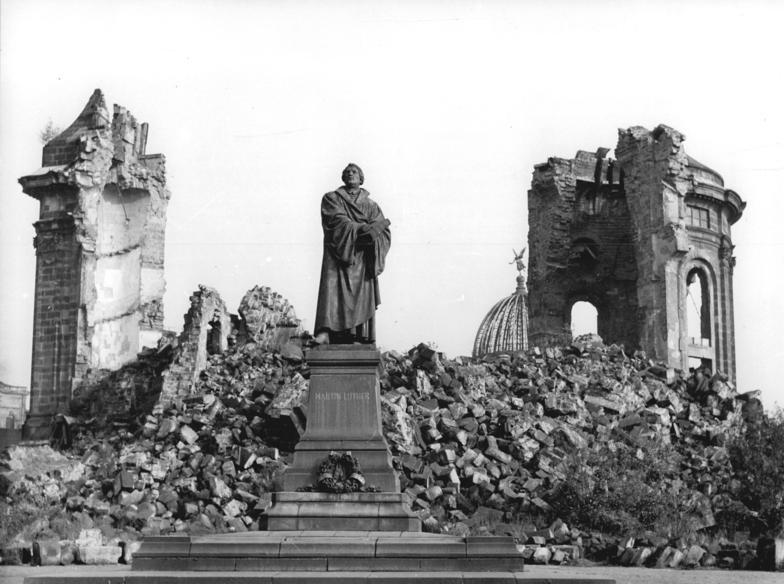
Ruína da Frauenkirche em 1958.

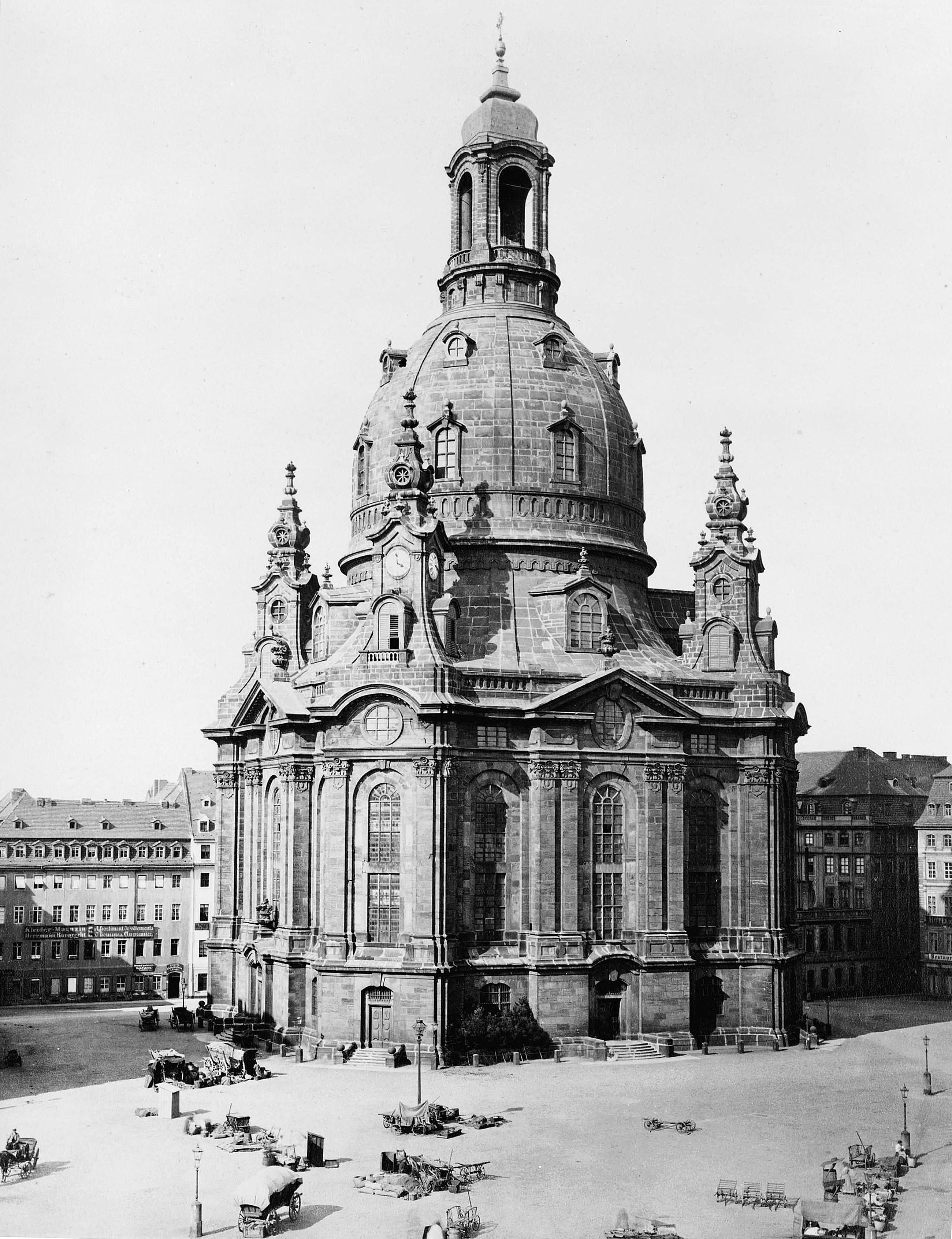
Frauenkirche 1880.

A igreja original, em estilo barroco, foi construída entre os anos de 1726 e 1743, desenhada pelo arquiteto de Dresden Georg Bähr (1666–1738), um dos maiores mestres alemães do barroco. Em seu desenho, Bähr capturou o novo espírito protestante ao colocar o altar, púlpito e a fonte batismal diretamente no centro da igreja, para uma ampla visão de toda a congregação.
A 25 de Novembro de 1736, o famoso artesão Gottfred Silbermann (1683–1753) construiu um órgão para a igreja. Uma semana depois, Johann Sebastian Bach (1685–1750) tocou o novo instrumento em um recital.
A parte mais distintiva da igreja era a sua cúpula chamada de “Sino de Pedra”. Nada convencional para a época, ela pesava 12.000 toneladas e estava a uma altura de 95 metros. O feito de engenharia pode ser comparado à construção da cúpula Michelangelo da Basílica de São Pedro no Vaticano. Mesmo com o receio inicial de que a estrutura não aguentaria, a cúpula se mostrou extremamente estável, até mesmo durante a Guerra dos Sete Anos, quando mais de 100 canhões liderados por Frederico II bombardearam a igreja. Os projéteis simplesmente não conseguiram derrubar a igreja.
Por mais de 200 anos, a magnífica igreja em formato de sino era um dos mais belos edifícios que dominavam os céus de Dresden.

## Destruição
Em 13 de fevereiro de 1945, forças aliadas Anglo-Americanas iniciaram um massivo ataque áereo em Dresden. A igreja, de maneira impressionante, sobreviveu por dois dias e duas noites aos ataques aliados. Cerca de 300 pessoas buscaram abrigo no edifício durante os ataques, mas tiveram que deixar a igreja quando bombas incendiárias comprometeram sua estrutura. A igreja acabou não resistindo e ruindo no dia 15 de fevereiro às 10 horas da manhã.
Ao final da guerra, os restos da igreja foram numerados e empilhados no centro da cidade por 45 anos, tempo em que forças russas administravam o leste da Alemanha. A ideia inicial era construir um parque no sítio onde se encontrava a igreja, mas devido a apelos populares o projeto foi cancelado.

## Reconstrução

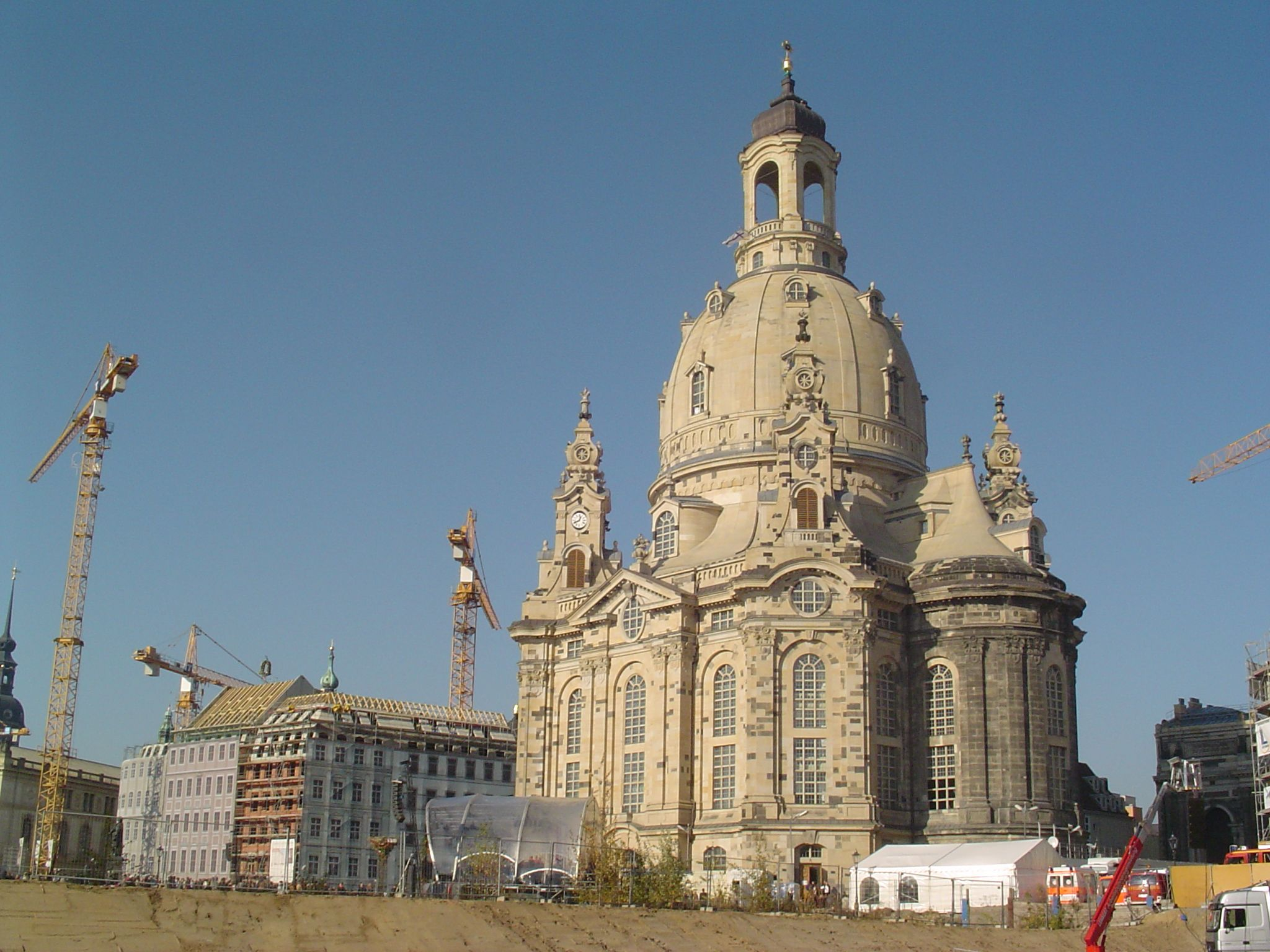
Frauenkirche prestes a ser reinaugurada.

Após a unificação alemã (1989), um grupo de 14 membros liderados por Ludwig Güttler, deram origem à “Sociedade para promover a reconstrução da Frauenkirche”. Esta organização cresceu ao ponto de possuir mais de 5 mil membros na Alemanha e em outros 20 países. Além de angariar fundos para a construção, o projeto também recrutou engenheiros, arquitetos e historiadores para identificar e catalogar o que sobrou da igreja.
Günter Blobel, um dos sobreviventes da Guerra e morador das redondezas de Dresden ganhou o prêmio Nobel de medicina em 1999. Ele doou todo o seu prêmio, cerca de 1 milhão de dólares, para a reconstrução da igreja Frauenkirche.
O valor final da reconstrução da igreja foi de 180 milhões de euros, mais da metade desse valor foi financiado pelo Dresdner Bank.
Os trabalhos iniciaram em 1993 sob a direção de Eberhard Burger, utilizando as plantas originais de Georg Bähr, pinturas antigas e fotografias de antigos moradores. A pedra fundamental foi colocada em 1994 e a cúpula terminada em 1996. O interior da cúpula contudo só foi concluído em 2000.
Na medida do possível a igreja foi reconstruída com suas pedras originais. As pedras foram medidas e catalogadas em um sistema de computador que ajudavam os arquitetos e engenheiros a entender como colocá-las juntas novamente.
Os trabalhos de reconstrução foram concluídos em 2005, um ano antes do planejado, a tempo para as comemorações dos 800 anos de Dresden em 2006.
Uma estátua de bronze de Martinho Lutero que sobreviveu aos bombardeios também foi recuperada e colocada em frente à igreja.
Atualmente a igreja está aberta à visitação pública. O edifício é um dos mais procurados em Dresden. Do alto de sua cúpula é possível avistar todo o centro da cidade, o rio Elba e outras áreas mais afastadas da capital da Saxônia.

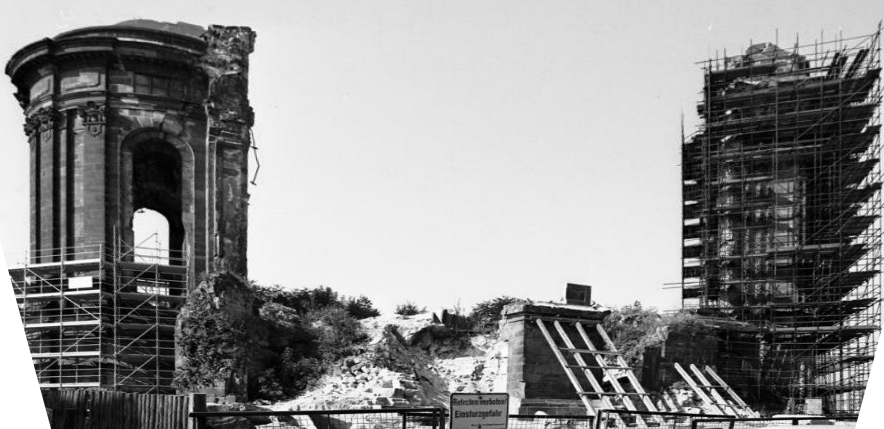
A igreja em 1991
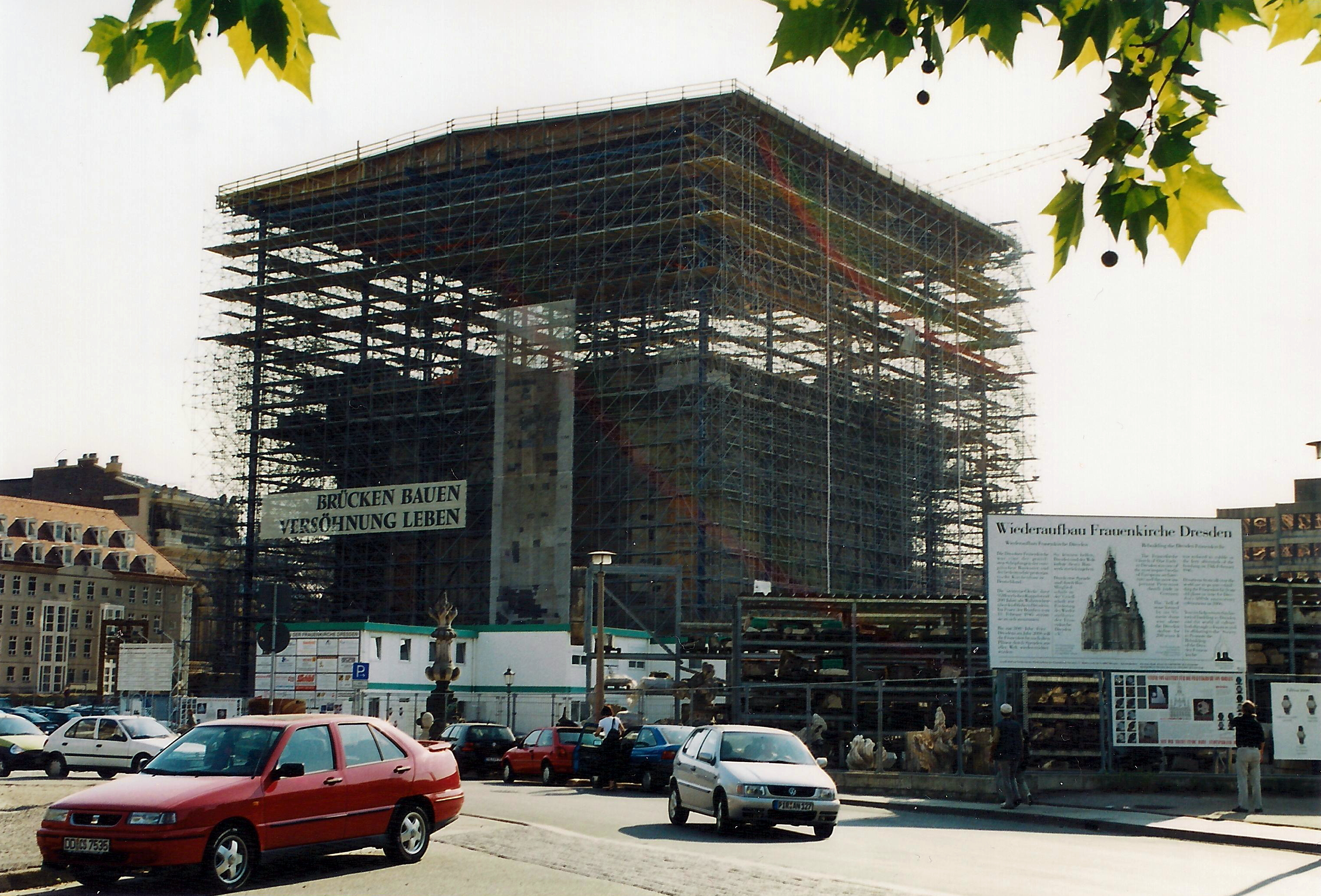
Obras em 2000
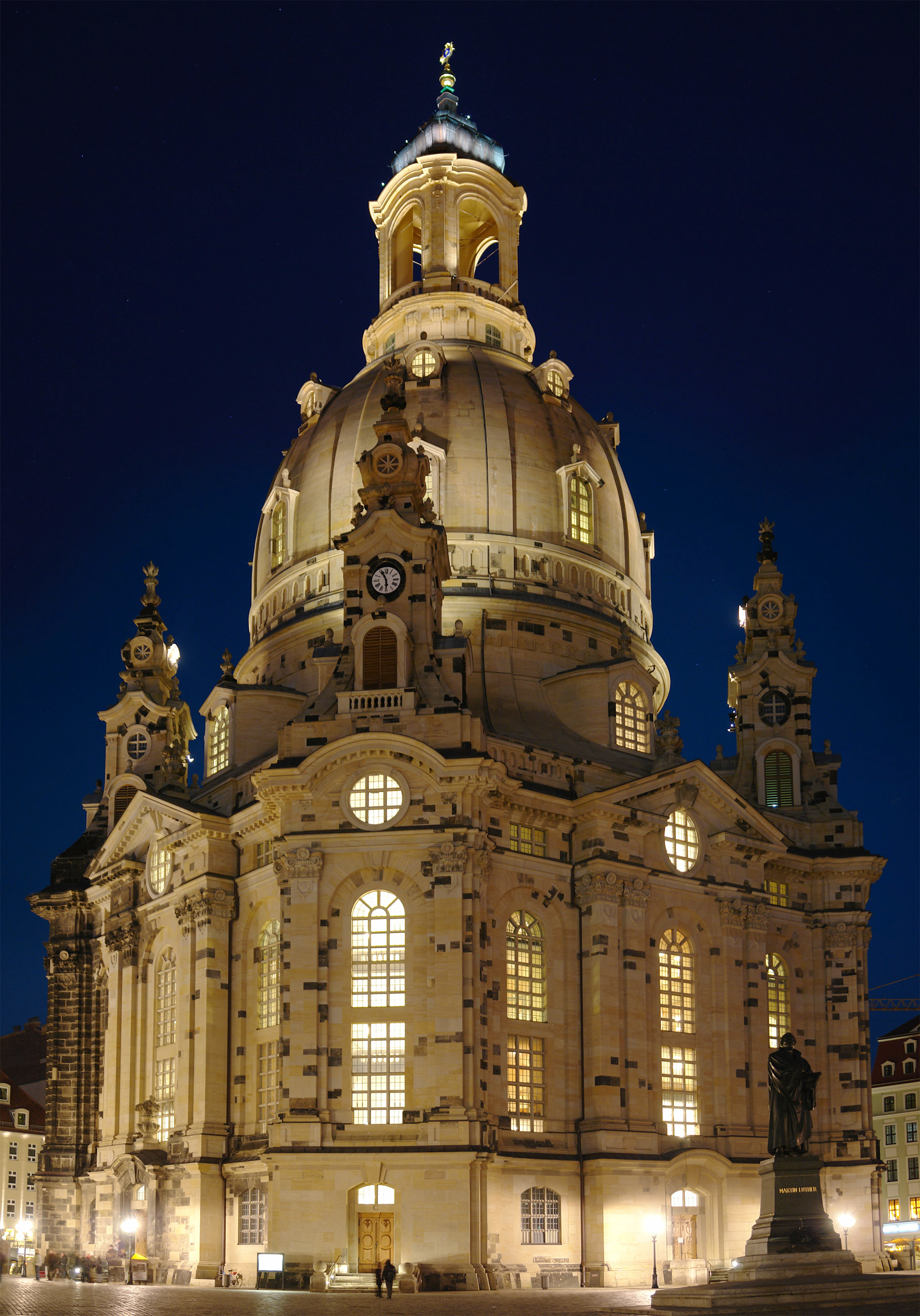
A Frauenkirche reconstruída em 2008
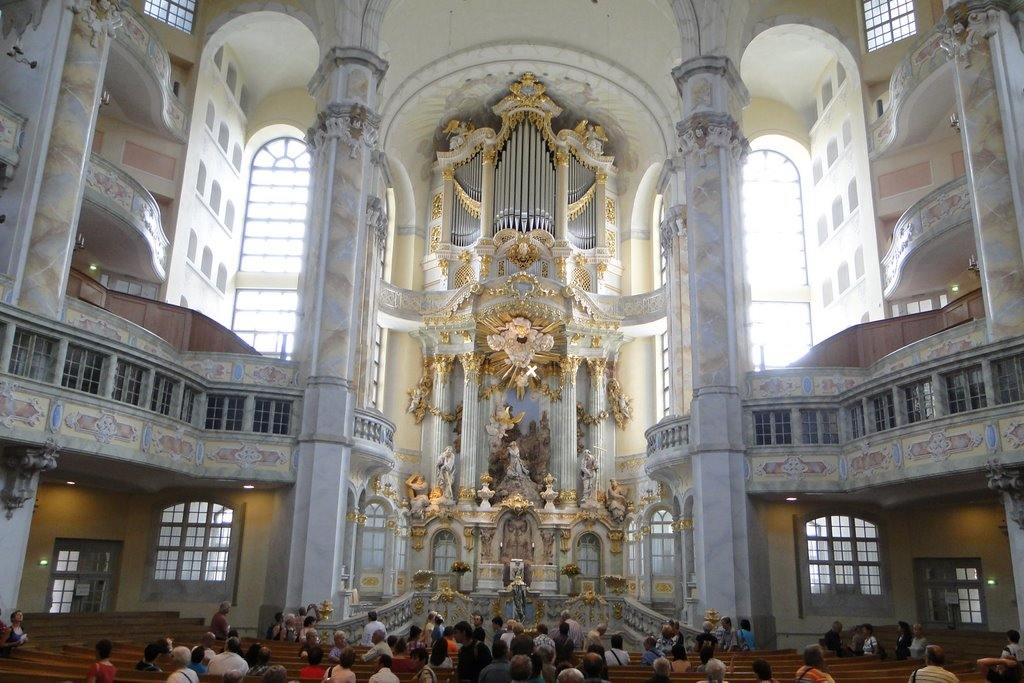
Vista interior

## Outras imagens

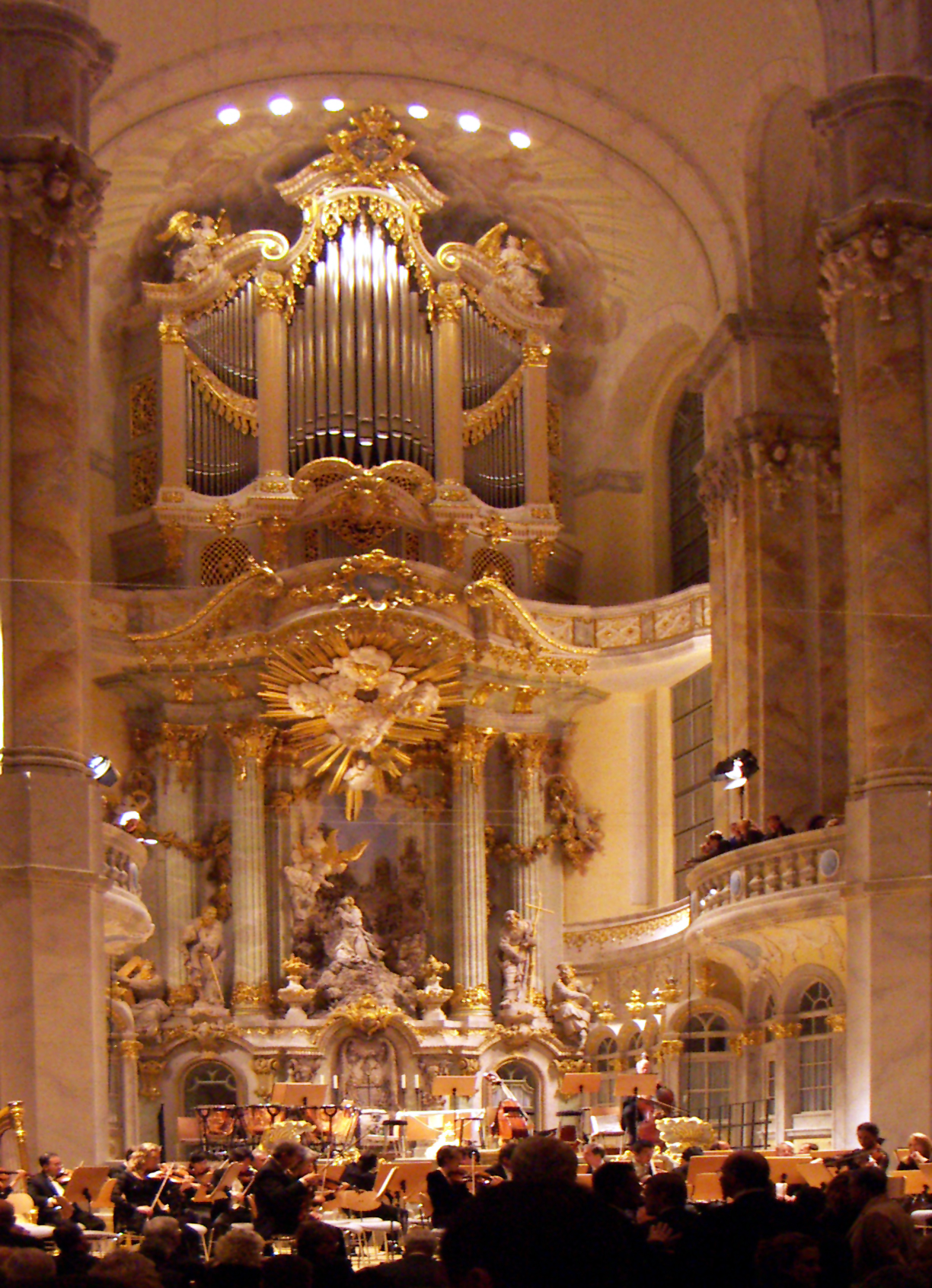
Órgão da igreja
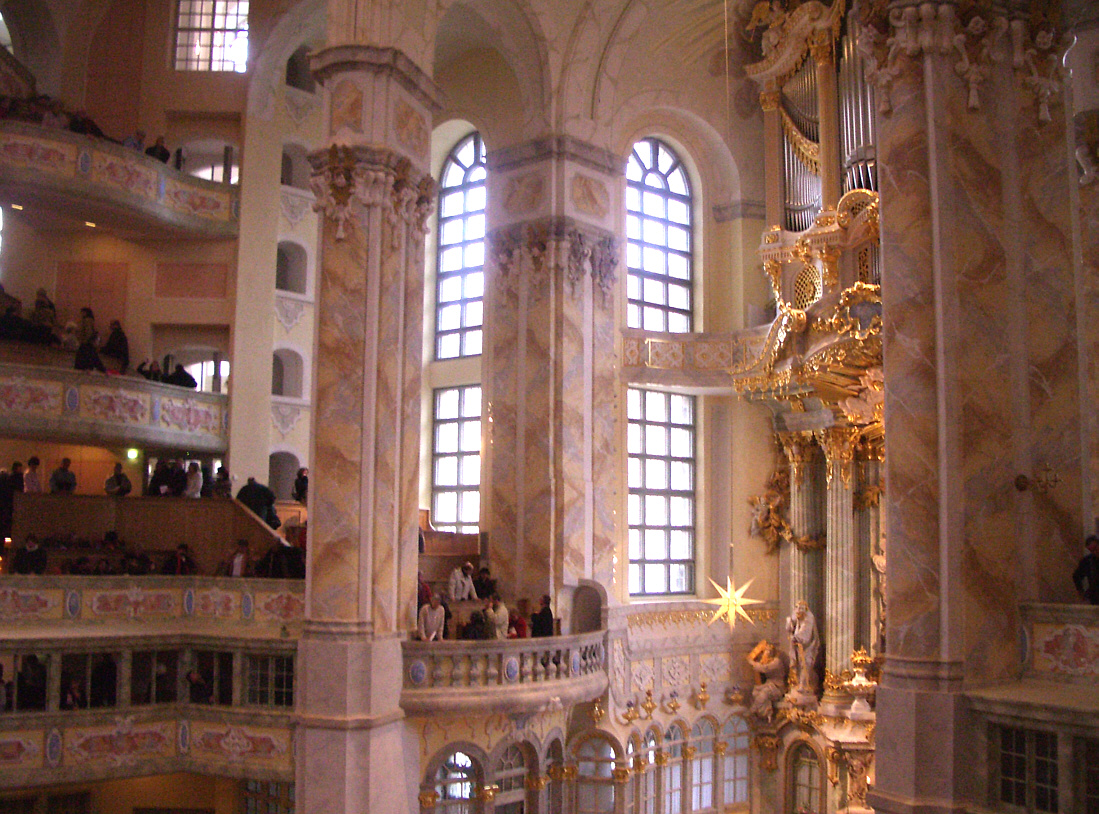
Interior da igreja.
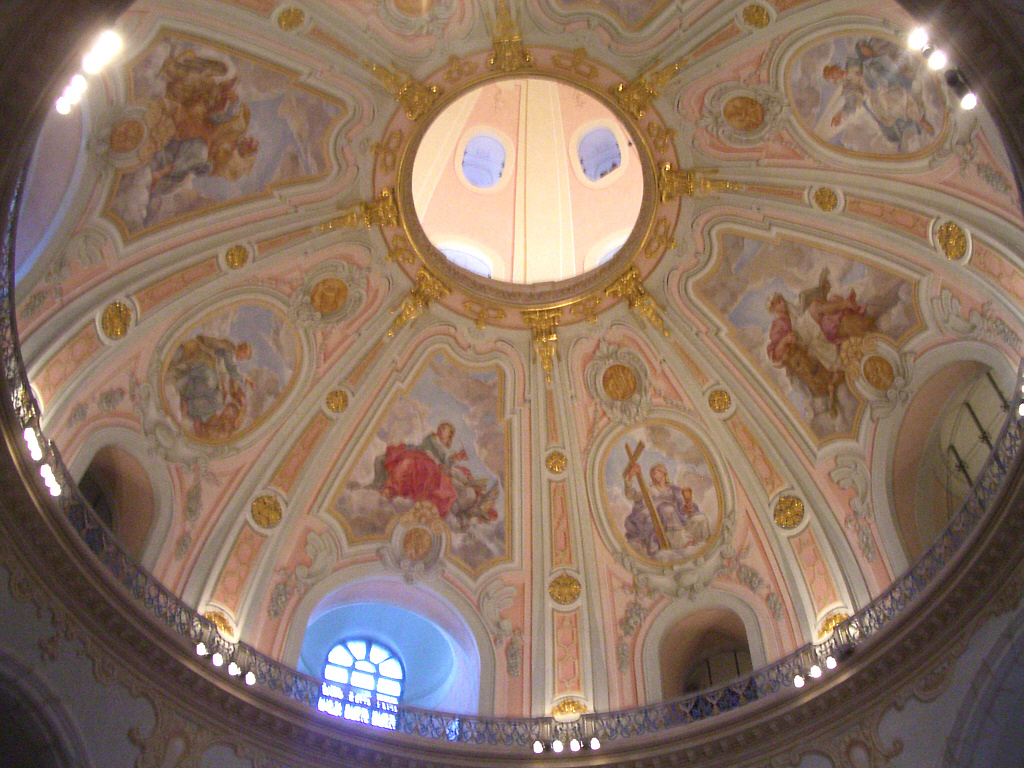
Cúpula da igreja.
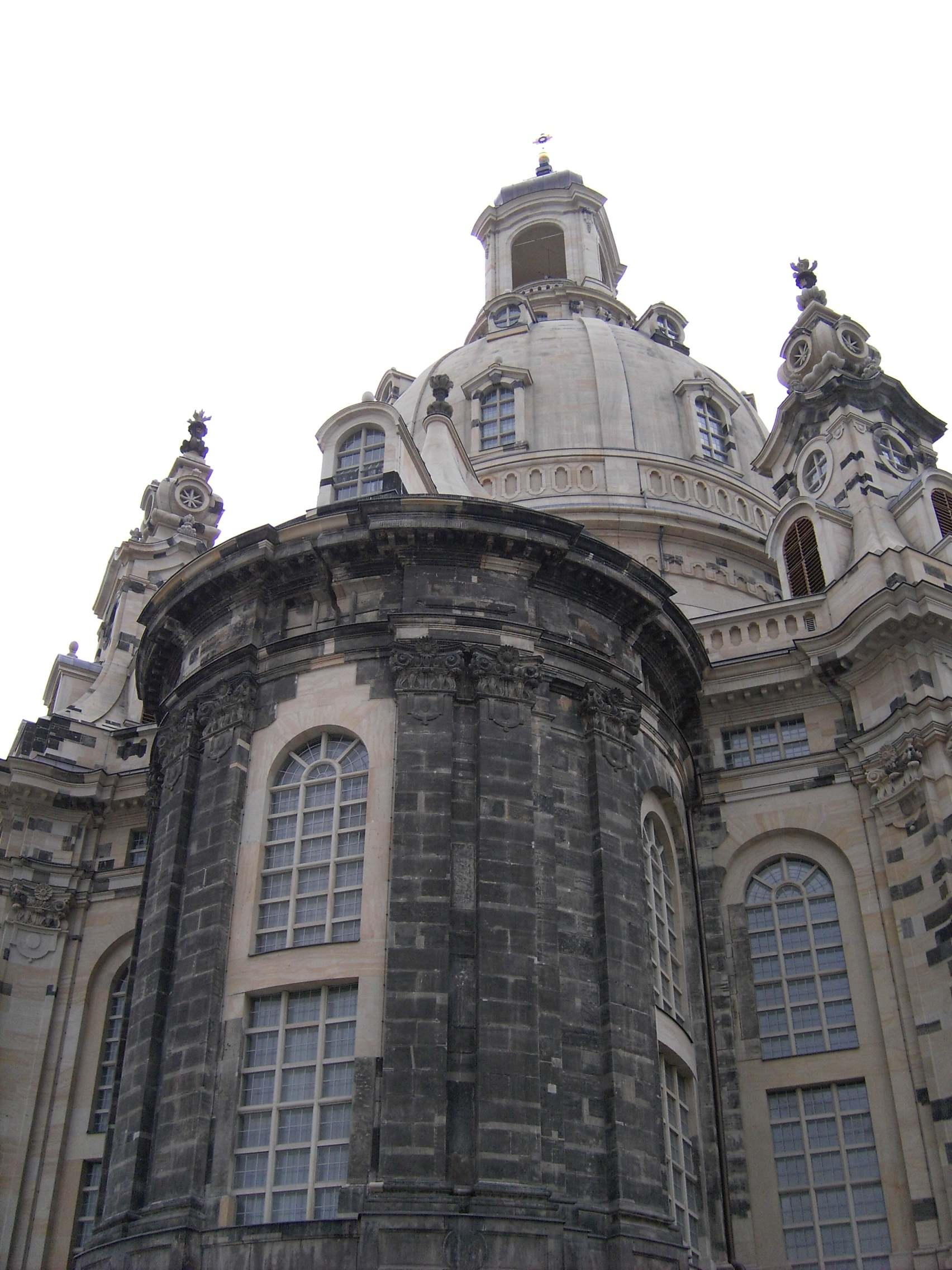
Fachada com pedras originais.